# Juncus balticus
Juncus balticus Willd. es una especie de  junco conocida con el nombre común de  Baltic rush, perteneciente a la familia de las juncáceas. Es originaria de Europa y América.

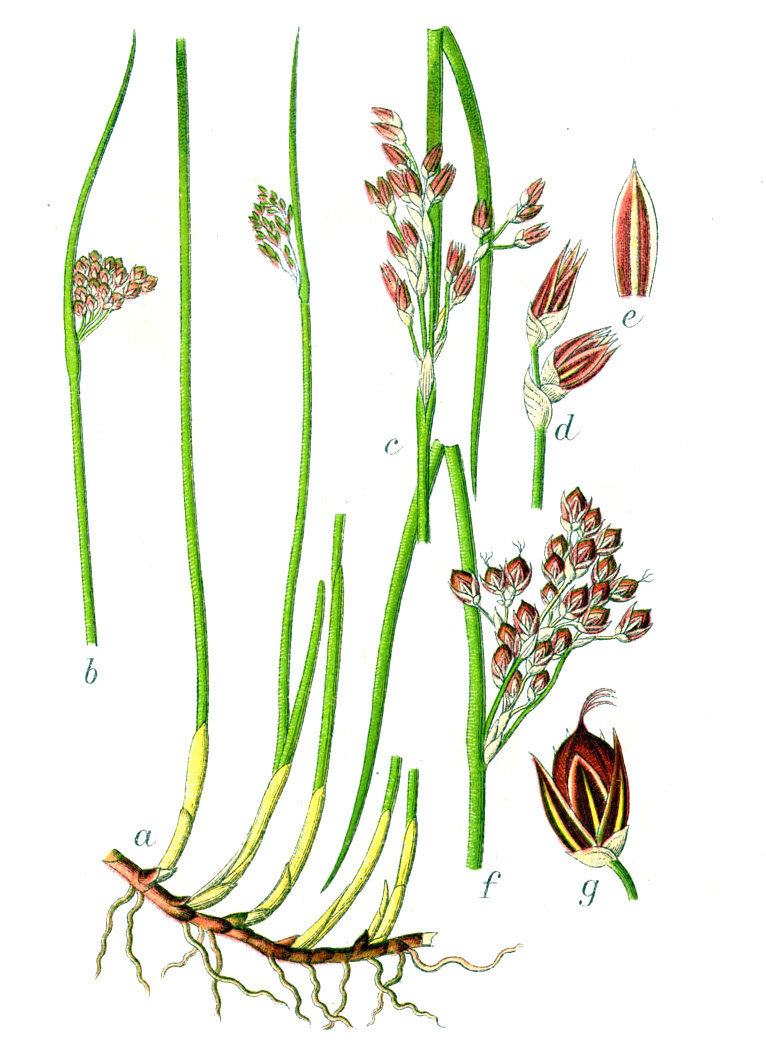
Ilustración

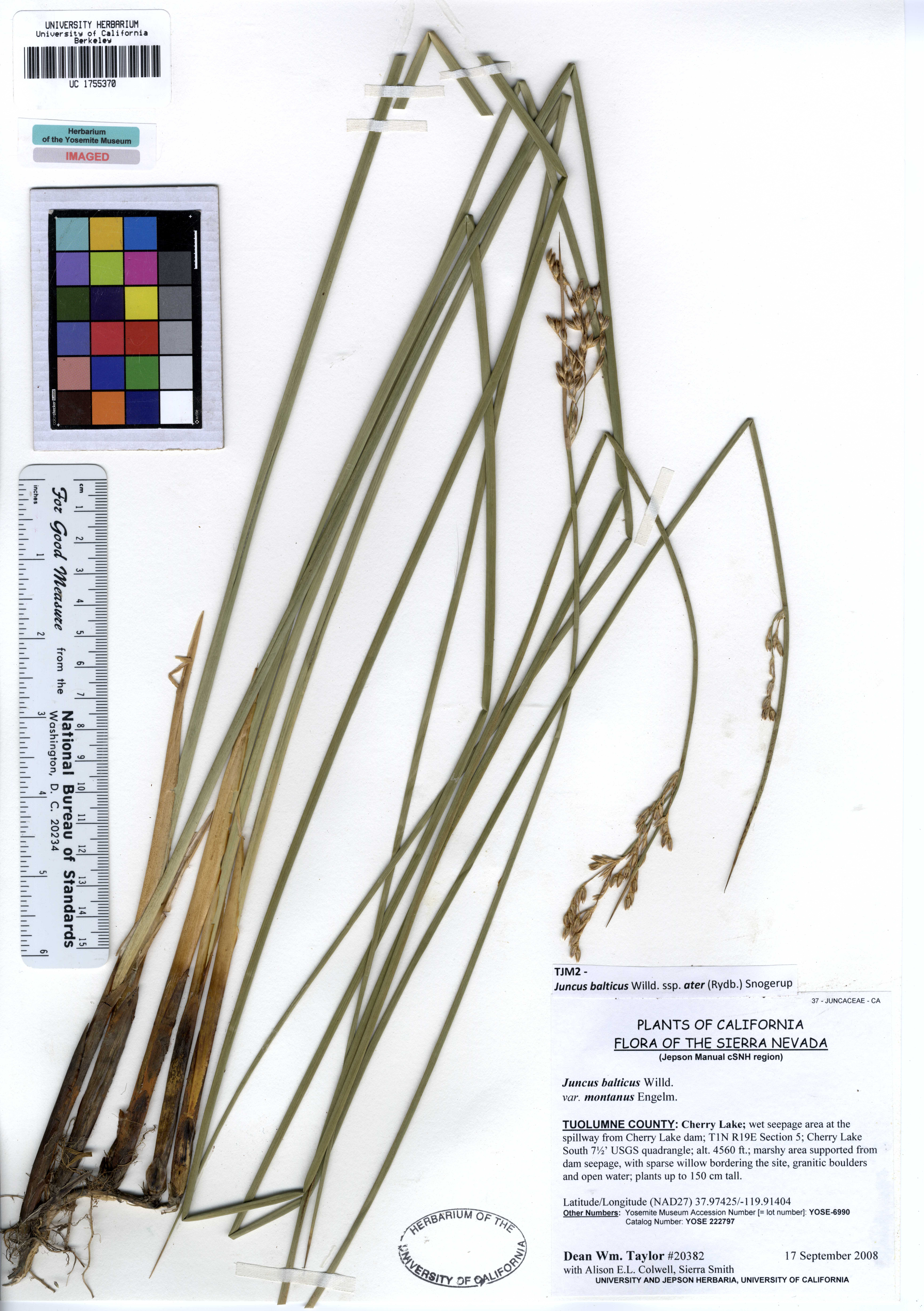
subesp. ater

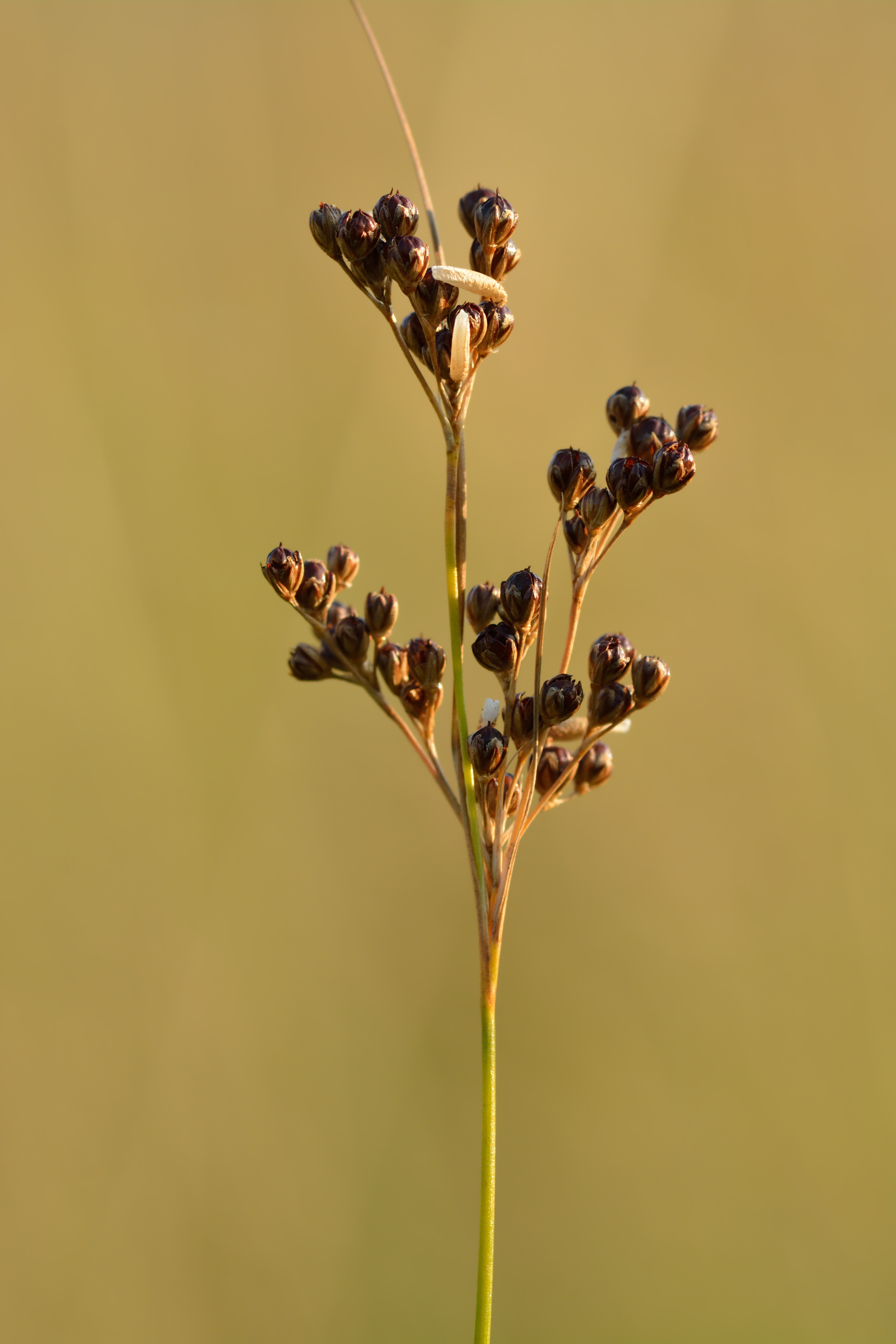

## Descripción
Plantas perennes; con rizomas reptantes, los entrenudos 1-3 cm; tallos 40-120 cm x 1.5-4 mm, teretes, lisos, formando manchones laxos. Hojas modificadas en vainas basales 2.5-15 cm; láminas 1-3 mm, rudimentarias, aciculares. Inflorescencia 5-10 x 2-4 cm, seudolateral, generalmente con más de 20 flores; bráctea inferior 5-15 cm, cauliforme; bractéolas 1.5-2.5 mm. Tépalos 3.5-5 mm, castaño con costillas medias verdes o grises, pajizos en la fructificación; estambres 6, 1.5-2.5 mm. Cápsula 3.5-4.5 x 1.5-2 mm, elipsoide a ovoide, apiculada, redonda, trígona o 3-lobada, 3-septada. Semillas 0.6-0.8 x 0.2-0.5 mm, elipsoides o irregulares.

## Hábitat
En varias especies perennes de Juncus es frecuente la floración precoz de brotes producidos por rizomas de menos de un año de edad. En esos casos las inflorescencias suelen ser menores y más compactas que las que producen los brotes de los rizomas más maduros. Ese fenómeno podría explicar parte de la variabilidad observada en plantas de esta especie procedentes de una misma localidad. En las poblaciones occidentales de la península ibérica (cordillera Cantábrica) el tamaño de las inflorescencias es estadísticamente algo menor que en las poblaciones orientales (Pirineos y Sierra de Gúdar), donde el rango de variabilidad de dicho carácter es mayor.  En las plantas de inflorescencia contraída, identificadas habitualmente como J. cantabricus, nunca se han observado frutos maduros ni semillas, lo que refuerza la hipótesis de que se trate en realidad de brotes inmaduros producidos por rizomas colonizadores jóvenes. Se ha indicado también un menor tamaño de las anteras en las plantas cántabras y en algunas turolenses, sin embargo las diferencias pueden explicarse por el estado fenológico del material. Anteras de menos de 1 mm sólo se han observado en flores que se encontraban al principio de la fase femenina, cuyos estambres aún no habían alcanzado el tamaño definitivo cuando fueron desecadas. La especie requiere un estudio más detallado en toda su amplia área de distribución.

## Taxonomía
Juncus balticus fue descrita por Carl Ludwig Willdenow y publicado en Der Gesellschaft Naturforschender Freunde zu Berlin Magazin für die neuesten Entdeckungen in der Gesammten Naturkunde 3: 298. 1809.
Etimología
Juncus: nombre genérico que deriva del nombre clásico latino  de jungere = , "para unir o vincular", debido a que los tallos se utilizan para unir o entrelazar".
balticus: epíteto geográfico que alude a su localización en el Mar Báltico.
Variedades
- Juncus balticus subsp. andicola (Hook.) Snogerup
- Juncus balticus subsp. ater (Rydb.) Snogerup
- Juncus balticus subsp. balticus
- Juncus balticus subsp. cantabricus (T.E.Díaz, Fern.-Carv. & Fern.Prieto) Snogerup
- Juncus balticus subsp. littoralis (Engelm.) Snogerup
- Juncus balticus subsp. mexicanus (Willd. ex Schult. & Schult.f.) Snogerup
- Juncus balticus subsp. pyrenaeus (Timb.-Lagr. & Jeanb.) P.Fourn.

Sinonimia
- Juncus helodes Link, Enum. Hort. Berol. Alt. 1: 305 (1821), nom. superfl.
- Juncus glaucus var. littoralis Wahlenb., Fl. Suec.: 209 (1824)
- Juncus balticus var. europaeus Engelm., Trans. Acad. Sci. St. Louis 2: 441 (1866), nom. inval.
- Juncus arcticus var. balticus (Willd.) Trautv., Trudy Imp. S.-Peterburgsk. Bot. Sada 5: 119 (1877)
- Juncus balticus europaeus (Engelm.) Asch. & Graebn., Syn. Mitteleur. Fl. 2(2): 438 (1904), nom. inval.
- Juncus arcticus subsp. balticus (Willd.) Hyl., Bot. Not. 106: 354 (1953)

Juncus balticus subsp. ater (Rydb.) Snogerup, Preslia 74: 258 (2002). Desde Norteamérica hasta Guatemala y Sudamérica
- Juncus andicola Hook., Hooker's Icon. Pl. 8: t. 714 (1848)
- Juncus arcticus var. andicola (Hook.) Balslev, Brittonia 35: 308 (1983)
- Juncus conceptionis Steud., Syn. Pl. Glumac. 2: 296 (1855)
- Juncus antonianus Steud., Berberid. Amer. Austral.: 56 (1857), nom. inval.
- Juncus deserticola F.Phil., Reise Atacama: 52 (1860)
- Juncus pictus F.Phil., Linnaea 33: 268 (1864), nom. illeg.
- Juncus balticus var. pictus (F.Phil.) Griseb., Symb. Fl. Argent.: 316 (1879)
- Scirpus peruvianus H.Pfeiff., Mitt. Inst. Allg. Bot. Hamburg 8: 40 (1929)
- Juncus andicola var. schulz-korthii J.F.Macbr., Publ. Field Mus. Nat. Hist., Bot. Ser. 11(1): 44 (1931)

Juncus balticus subsp. ater (Rydb.) Snogerup, Preslia 74: 258 (2002).  Desde Norteamérica hasta Guatemala
- Juncus balticus var. montanus Engelm., Trans. Acad. Sci. St. Louis 2: 442 (1866)
- Juncus ater Rydb., Fl. Rocky Mts.: 151 (1917)
- Juncus arcticus subsp. ater (Rydb.) Hultén, Kongl. Svenska Vetensk. Acad. Handl., IV, 8(5): 24 (1962)
- Juncus arcticus var. montanus (Engelm.) S.L.Welsh, Andersons's Fl. Alaska: 611 (1974)
- Juncus balticus var. vallicola Rydb., Bull. Torrey Bot. Club 31: 399 (1904)
- Juncus vallicola (Rydb.) Rydb., Fl. Rocky Mts.: 152 (1917)
- Juncus balticus var. condensatus Suksd., Werdenda 12: 6 (1923)
- Juncus balticus var. eremicus Jeps., Man. Fl. Pl. Calif.: 198 (1923)

Juncus balticus subsp. balticus. Del noroeste y nordesde de Europa
- Juncus balticus var. tenuis H.Lindb., Acta Soc. Fauna Fl. Fenn. 22: 4 (1896)
- Juncus balticus pseudoinundatus Asch. & Graebn., Fl. Nordostdeut. Flachl.: 173 (1898)
- Juncus balticus f. contractus Neuman, Sver. Fl.: 655 (1901)
- Juncus balticus f. laxior Neuman, Sver. Fl.: 655 (1901)
- Juncus balticus var. lesueurii Gelert in C.E.H.Ostenfeld, Fl. Arct.: 23 (1902)
- Juncus balticus monstrositas-spiralis Asch. & Graebn., Syn. Mitteleur. Fl. 2(2): 438 (1904)

Juncus balticus subsp. cantabricus (T.E.Díaz, Fern.-Carv. & Fern.Prieto) Snogerup, Preslia 74: 256 (2002), de España
- Juncus cantabricus T.E.Díaz, Fern.-Carv. & Fern.Prieto, Trab. Dept. Bot. Univ. Oviedo 2: 13 (1977)

Juncus balticus subsp. littoralis (Engelm.) Snogerup, Preslia 74: 256 (2002). De Canadá y Estados Unidos
- Juncus balticus var. littoralis Engelm., Trans. Acad. Sci. St. Louis 2: 442 (1866)
- Juncus balticus littoralis (Engelm.) Asch. & Graebn., Syn. Mitteleur. Fl. 2(2): 438 (1904)
- Juncus littoralis (Engelm.) Smyth & L.C.R.Smyth, Trans. Kansas Acad. Sci. 25: 106 (1912), nom. illeg.
- Juncus litorum Rydb., Brittonia 1: 85 (1931)
- Juncus arcticus subsp. littoralis (Engelm.) Hultén, Kongl. Svenska Vetensk. Acad. Handl., IV, 8(5): 24 (1962)
- Juncus arcticus var. littoralis (Engelm.) B.Boivin, Phytologia 42: 405 (1979)
- Juncus setaceus Rostk., Monogr. Gen. Junci: 13 (1801), nom. rej.
- Juncus balticus var. laxus Hook., Fl. Bor.-Amer. 2: 189 (1840)
- Juncus balticus var. stenocarpus Fernald & Buchenau in H.G.A.Engler, Pflanzenr., IV, 36: 144 (1906)
- Juncus balticus var. melanogenus Fernald & Wiegand, Rhodora 14: 35 (1912)
- Juncus balticus f. dissitiflorus Engelm. ex Fernald & Wiegand, Rhodora 25: 208 (1923)
- Juncus balticus f. flavidior Lepage, Naturaliste Canad. 81: 257 (1954)
- Juncus balticus f. opulentus Lepage, Naturaliste Canad. 81: 256 (1954)

Juncus balticus subsp. mexicanus (Willd. ex Schult. & Schult.f.) Snogerup, Preslia 74: 257 (2002). De América
- Juncus mexicanus Willd. ex Schult. & Schult.f. in J.J.Roemer & J.A.Schultes, Syst. Veg. 7(1): 178 (1829)
- Juncus balticus var. mexicanus (Willd. ex Schult. & Schult.f.) Kuntze, Revis. Gen. Pl. 3(2): 320 (1898)
- Juncus balticus f. mexicanus (Willd. ex Schult. & Schult.f.) Parish, Muhlenbergia 6: 119 (1910)
- Juncus arcticus var. mexicanus (Willd. ex Schult. & Schult.f.) Balslev, Brittonia 35: 308 (1983)
- Juncus compressus Kunth in F.W.H.von Humboldt, A.J.A.Bonpland & C.S.Kunth, Nov. Gen. Sp. 1: 235 (1816), nom. illeg.
- Juncus complanatus Schult. & Schult.f. in J.J.Roemer & J.A.Schultes, Syst. Veg. 7(1): 185 (1829)
- Juncus orizabae Liebm., Vidensk. Meddel. Naturhist. Foren. Kjøbenhavn 2: 39 (1850)
- Juncus balticus var. crassiculmis Buchenau, Pl. Lorentz.: 219 (1874)
- Juncus balticus var. columnaris Buchenau in H.G.A.Engler, Pflanzenr., IV, 36: 145 (1906)
- Juncus balticus var. durangensis Buchenau in H.G.A.Engler, Pflanzenr., IV, 36: 146 (1906)
- Juncus crassiculmis (Buchenau) Herter, Revista Sudamer. Bot. 6: 149 (1940)

Juncus balticus subsp. pyrenaeus (Timb.-Lagr. & Jeanb.) P.Fourn., Quatre Fl. France: 146 (1946). de España en los Pirineos
- Juncus pyrenaeus Timb.-Lagr. & Jeanb., Bull. Soc. Sci. Phys. Nat. Toulouse 6: 232 (1884)
- Juncus arcticus subsp. pyrenaeus (Timb.-Lagr. & Jeanb.) Rivas Goday & Borja, Anales. Inst. Bot. Cavanilles 19: 512 (1961).[4]